# شان سا
شان سا (به فرانسوی: Shan Sa) با نام اصلی «یان نی» (Yan Ni)، زاده ۲۶ اکتبر ۱۹۷۲ در پکن، نویسنده، شاعر و نقاش زن فرانسوی چینی‌تبار است. او در خوشنویسی نیز صاحب مهارت است.

## زندگی‌نامه
شان سا (به چینی: 山飒) (که در زبان چینی به معنی «صدای وزش باد در دل کوهستان» است) در خانواده‌ای سنتی ولی فرهیخته در پکن به دنیا آمد. سرودن شعر به زبان مادری خود را از سن ۷ سالگی شروع و اولین دیوان شعر خود را در ۱۰ سالگی منتشر کرد. دوازده ساله بود که برندهٔ جایزهٔ نخست مسابقه ملی شعر کودکان شد. در ۱۹۸۸، او به عنوان جوان‌ترین عضو کانون نویسندگان پکن پذیرفته شد و جایزهٔ «بادبان نقره‌ای» وزارت آموزش چین به او اعطا شد.
شان سا پس از کسب دیپلم دبیرستان، در ۱۹۸۹ و به دنبال اعتراضات میدان تیان‌آن‌من کشور چین را ترک کرد و با دریافت بورسی از طرف دولت فرانسه در پاریس اقامت گزید. در ۱۹۹۴ موفق به دریافت لیسانس فلسفه از دانشکدهٔ مطالعات تاریخ هنر وابسته به مدرسهٔ عالی لوور (EDL) شد.
او اولین رمان خود به زبان فرانسه را در سال ۱۹۹۷ منتشر کرد و برندهٔ جایزه گنکور نخستین رمان شد. شان سا چند رمان و مجموعه شعر به زبان فرانسه در کارنامهٔ خود دارد و چندین جایزهٔ ادبی در فرانسه کسب کرده‌است. او در ۲۰۰۹ و ۲۰۱۱ مفتخر به دریافت دو نشان لژیون دونور نیز شده‌است.